# Großsteingrab im Alt-Frerener Forst
Het Großsteingrab im Alt-Frerener Forst is een ganggraf uit het neolithicum met Sprockhoff-Nr. 875. Het hunebed werd gebouwd tussen 3500 en 2800 v.Chr. en wordt toegeschreven aan de trechterbekercultuur. Het megalitische bouwwerk ligt twee kilometer ten noordoosten van Freren in het Landkreis Emsland in Nedersaksen, in het bos vlak bij de L66. Het is onderdeel van de Straße der Megalithkultur.

## Kenmerken
De kamer is goed bewaard gebleven en is oost-west georiënteerd. De toegang is in het midden van de zuidelijke zijde. Resten van de dekheuvel zijn nog goed te herkennen. De kamer is 20,5 meter lang en ligt in een ovalen krans. Er zijn nog maar weinig stenen van de krans overgebleven. De meeste draagstenen zijn wel aanwezig en nog in situ. Van de oorspronkelijke elf dekstenen missen drie. Vier dekstenen zijn nog compleet en van de overige vier zijn nog brokstukken bewaard gebleven. 
In het midden van de kamer is de breedte twee meter. De middelste deksteen is breed, maar kort. Daardoor steekt tegenover de ingang een bijzonder brede draagsteen ver de kamer in. Een soortgelijke oplossing is aan te treffen bij Großsteingrab Groß-Stavern 1. 
Het betreft een Emsländische Kammer.

## Afbeeldingen

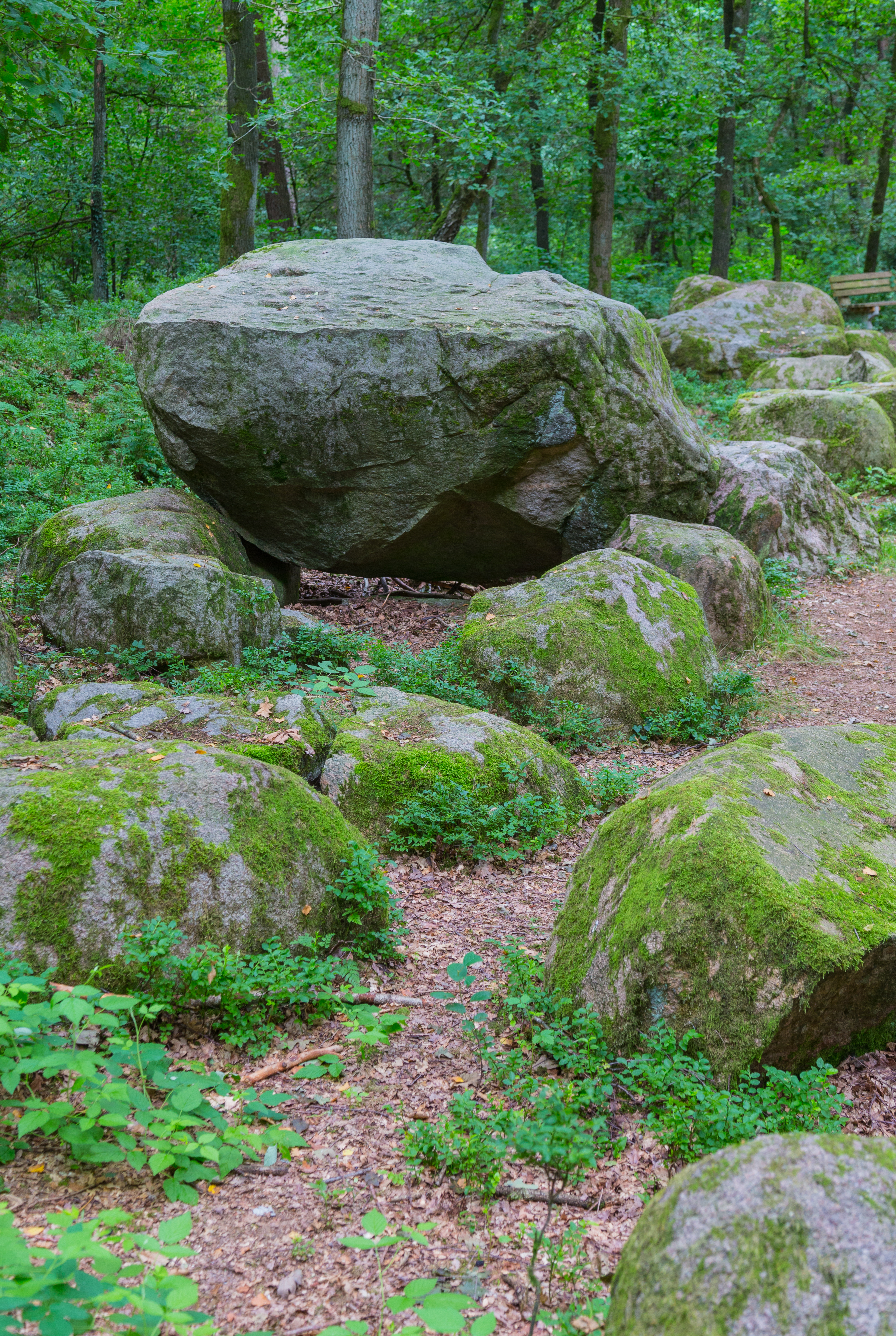
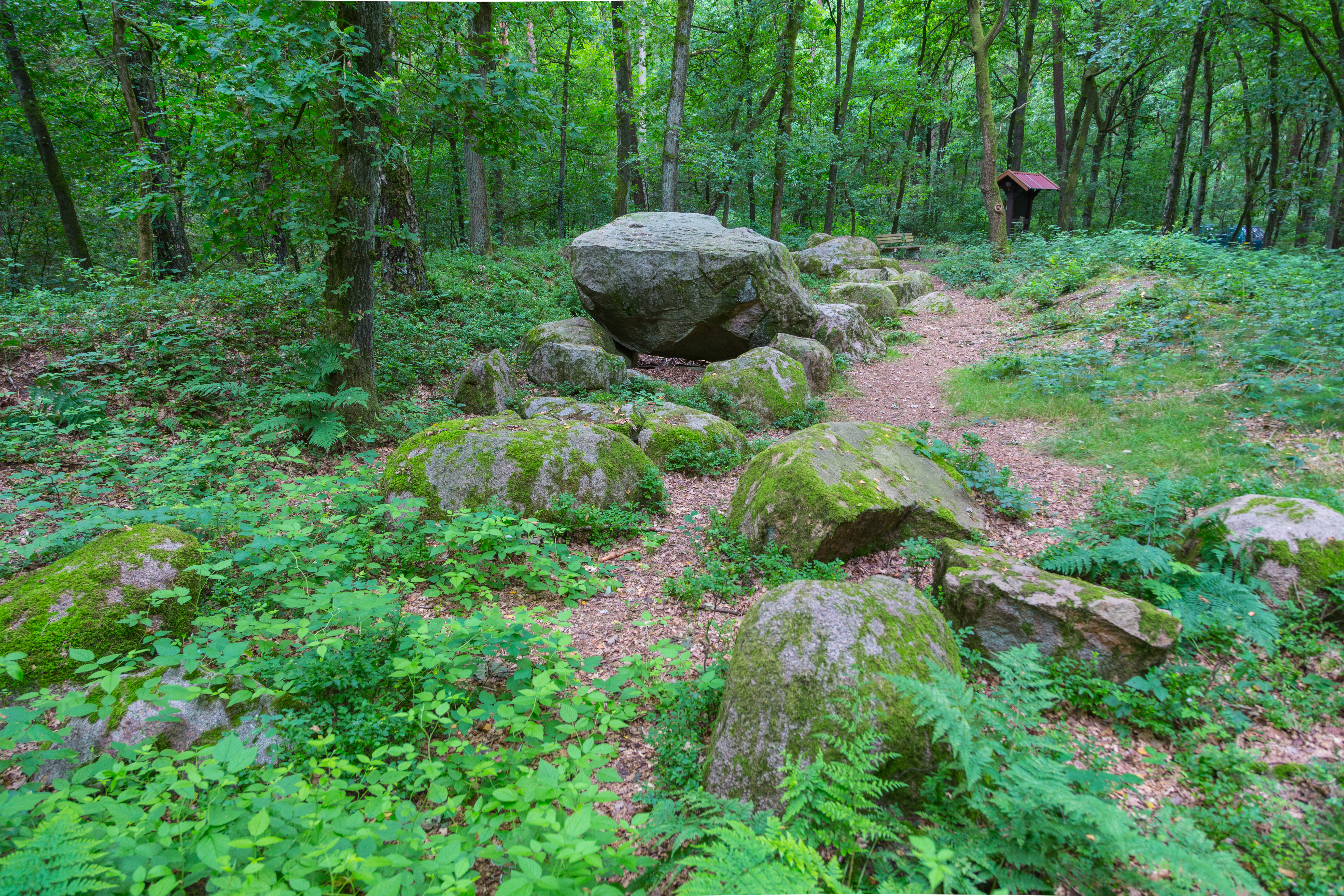
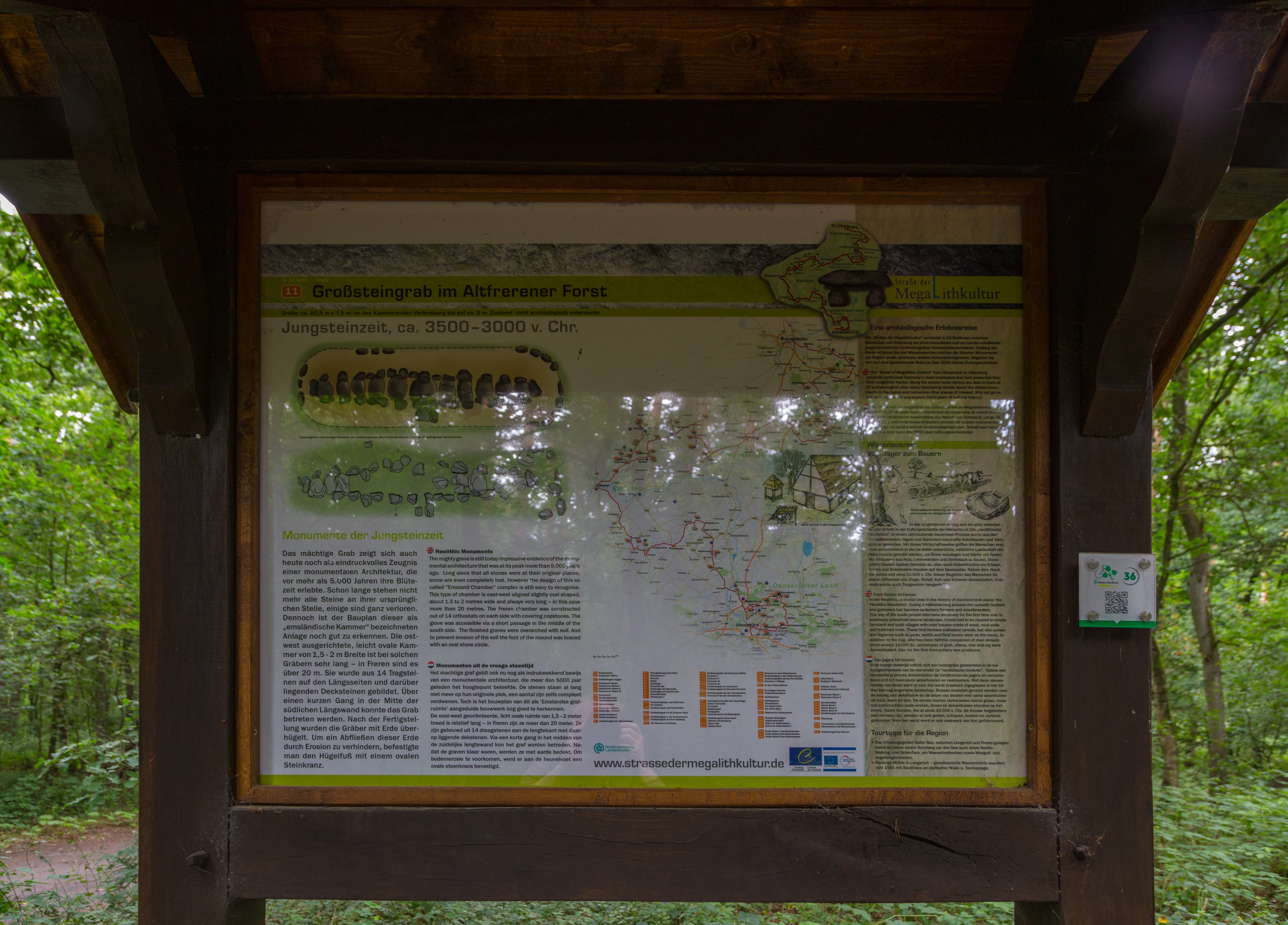